# William J. Deboe
William J. Deboe (Crittenden megye, 1849. június 30. – Marion, 1927. június 15.) az Amerikai Egyesült Államok szenátora (Kentucky, 1897–1903).